# Elecciones generales de la India de 2024
Las elecciones generales de la India se celebraron entre el 19 de abril hasta el 1 de junio de 2024 para elegir 543 miembros del Lok Sabha. Las elecciones se celebrarán en siete fases y los resultados se anunciarán el 4 de junio de 2024. Estas serán las elecciones más grandes de la historia del mundo, superando las elecciones generales de 2019 y serán las elecciones generales más largas celebradas en el país, con un lapso total de 44 días (excluyendo las primeras elecciones generales). El actual primer ministro, Narendra Modi, es reelegido para un tercer mandato consecutivo.
Más de 960 millones de personas de una población de 1.400 millones de personas son elegibles para participar en las elecciones, que se espera que duren un mes para completarse. 642 millones de votantes participaron en las elecciones y 312 millones de ellos eran mujeres, lo que la convierte en la participación más alta de mujeres votantes. Esta fue la elección más grande de la historia, superando la elección anterior, y duró 44 días, solo superada por las elecciones generales de 1951-52.

## Contexto

### Política contemporánea y elecciones anteriores
La India tiene un sistema multipartidista con dos partidos principales que dominan la política nacional, a saber, el Partido Popular Indio (BJP, por sus siglas en inglés) y el Congreso Nacional Indio. Desde 2015 el Partido Popular Indio ha gobernado el país con Narendra Modi como líder. El término del décimo séptimo Lok Sabha está programado para el 16 de junio de 2024. Las elecciones anteriores se celebraron entre abril y mayo de 2019. Después de las elecciones, la Alianza Democrática Nacional, liderado por el Partido Popular Indio, formó el gobierno de la India con Modi como primer ministro.
La campaña se abrió en pleno escándalo en torno al sistema de «bonos electorales» introducido por Narendra Modi en 2017 para financiar a los partidos políticos. Declarado inconstitucional por la Corte Suprema el 15 de febrero de 2024, el sistema permitía a las empresas adquirir de forma anónima un número ilimitado de títulos del State Bank of India, que este pagaba después a los beneficiarios. El alto tribunal dictaminó que la fuente y otros detalles de esta financiación se ocultaban al público, lo que vulneraba el derecho fundamental de los votantes a la información y su derecho a elegir con conocimiento de causa antes de emitir su voto. Sobre todo, algunas empresas parecen haberlo hecho bajo coacción. Catorce de las treinta empresas que pagaron las mayores sumas a los partidos políticos están siendo procesadas por fraude y han sido objeto de redadas policiales. El gobernante BJP fue el mayor beneficiario de este sistema, al recibir más de 750 millones de dólares entre 2019 y 2023, entre cuatro y cinco veces más que el principal partido de la oposición, el Congreso Nacional Indio.
La oposición también cuestiona la transparencia de las elecciones y del organismo encargado de organizarlas, acusando al gobierno de maniobrar para cambiar la composición de este órgano independiente. Dos de sus tres miembros son nombrados en virtud de una ley aprobada por el Parlamento en diciembre de 2023, que da ventaja al Gobierno en la elección de los miembros. 

### Sistema electoral
Según el Artículo 83 de la Constitución de la India, las elecciones para el Lok Sabha deben celebrarse cada cinco años. Todos los 543 miembros de parlamento son elegidos de sus circunscripciones mediante el escrutinio mayoritario uninominal.  En la centésima cuarta enmienda de la constitución fue abolida la reservación de dos escaños para miembros de la comunidad anglo-india.
Para ser elegibles, los votantes deben tener más de 17 años, ser residente regular de la circunscripción donde vota, con su nombre en el registro de votantes, y tener una tarjeta de identificación de votante valida emitida por la Comisión Electoral de la India o su equivalente. A algunas personas convictas de delitos electorales, entre otros, se les prohíbe votar.

### Principales cuestiones electorales
Tras la consagración del Ram Mandir en Ayodhya, la ideología del nacionalismo hindú ha dominado la política en la india.

## Calendario electoral
La Comisión Electoral de la India (ECI, por sus siglas en inglés) anunciará el calendario electoral para el 18o Lok Sabha. El término del 17o Lok Sabha está programado para el 16 de junio de 2024.
| Estado-Territorio de la Unión            | Circunscripciones totales | Fecha(s) |
| ---------------------------------------- | ------------------------- | -------- |
| Andaman and Nicobar Islands              | 1                         |          |
| Andhra Pradesh                           | 25                        |          |
| Arunachal Pradesh                        | 2                         |          |
| Assam                                    | 14                        |          |
| Bihar                                    | 40                        |          |
| Chandigarh                               | 1                         |          |
| Chhattisgarh                             | 11                        |          |
| Dadra and Nagar Haveli and Daman and Diu | 2                         |          |
| Goa                                      | 2                         |          |
| Gujarat                                  | 26                        |          |
| Haryana                                  | 10                        |          |
| Himachal Pradesh                         | 4                         |          |
| Jammu and Kashmir                        | 5                         |          |
| Jharkhand                                | 14                        |          |
| Karnataka                                | 28                        |          |
| Kerala                                   | 20                        |          |
| Ladakh                                   | 1                         |          |
| Lakshadweep                              | 1                         |          |
| Madhya Pradesh                           | 29                        |          |
| Maharashtra                              | 48                        |          |
| Manipur                                  | 2                         |          |
| Meghalaya                                | 2                         |          |
| Mizoram                                  | 1                         |          |
| Nagaland                                 | 1                         |          |
| NCT of Delhi                             | 7                         |          |
| Odisha                                   | 21                        |          |
| Puducherry                               | 1                         |          |
| Punjab                                   | 13                        |          |
| Rajasthan                                | 25                        |          |
| Sikkim                                   | 1                         |          |
| Tamil Nadu                               | 39                        |          |
| Telangana                                | 17                        |          |
| Tripura                                  | 2                         |          |
| Uttar Pradesh                            | 80                        |          |
| Uttarakhand                              | 5                         |          |
| West Bengal                              | 42                        |          |
| Total                                    | 543                       |          |

## Partidos y alianzas
La política de la India se ha vuelto cada vez más bipolar en el periodo previo a las elecciones generales indias de 2024 con dos alianzas principales que se han manifestado: la de turno, la Alianza Democrática Nacional, y la oposición, la Alianza Inclusiva para el Desarrollo Nacional de la India. Hay 6 partidos nacionales que se presentan para las elecciones generales indias de 2024: el Partido Popular Indio, el Congreso Nacional Indio, el Partido Comunista de la India (Marxista), el Partido de la Sociedad Mayoritaria, el Partido Popular Nacional y el Partido del Hombre Común. Todos menos el Partido de la Sociedad Mayoritaria forman parte de una de las alianzas.

#### Alianza Nacional Democrática
La Alianza Democrática Nacional (NDA, por sus siglas en Inglés) es una alianza atrapalotodo liderada por el Partido Popular Indio que se encuentra mayormente entre la centroderecha y la derecha política.

#### Alianza Inclusiva para el Desarrollo Nacional de la India
La Alianza Inclusiva para el Desarrollo Nacional de la India es un bloque atrapalotodo de partidos mayormente de la centroizquierda y la izquierda política.

### Otros partidos y alianzas notables
La líder del Partido de la Sociedad Mayoritaria, Mayawati, anunció que su partido se presentará a las elecciones solo en la mayoría de los estados y se aliará con otros partidos minoritarios en Telangana y en Haryana.
El 11 de mayo de 2023, Naveen Patnaik, líder del Partido Popular de Biju y ministro estatal de Odisha, dijo que su partido se presentará solo en las elecciones para el Lok Sabha.

## Campañas partidarias

#### Partido Popular Indio
En la reunión de ejecutivos nacionales del BJP que se celebró el 16 y el 17 de enero de 2023, el partido reiteró su confianza en el primer ministro Narendra Modi y extendió el mandato de J. P. Nadda, presidente nacional del BJP.
Como parte de la estrategia del BJP para las próximas elecciones, el primer ministro Modi dijo en un discurso para trabajadores del partido que deberían alcanzar todos los sectores de la sociedad, incluyendo las comunidades marginalizadas y minoritarias, "sin consideraciones electorales".
Después de las elecciones de la asamblea legislativa de 2023, Modi estrenó el eslogan "Modi Ki Guarantee" ("La promesa de Modi") para las elecciones de 2024.
El Partido Popular Indio anunció su primera lista de 195 candidatos y candidatas el 2 de marzo de 2024.
Los recursos financieros del BJP superan con creces los de sus competidores. En 2022, el partido de Narendra Modi tenía una riqueza declarada de 60.000 millones de rupias. El BJP es, por tanto, más rico que las otras siete formaciones nacionales juntas, y dispone de siete veces más fondos que su principal rival, el Congreso. El partido también es muy influyente en las redes sociales y goza del apoyo de gran parte de los medios de comunicación.
El primer ministro se presenta como alguien que cumple sus promesas, destacando la derogación de la autonomía de Cachemira en 2019, que puso esta disputada región de mayoría musulmana bajo la autoridad directa de Nueva Delhi, y la inauguración del templo Ram en enero de 2024, sobre las ruinas de una antigua mezquita mogol. 

#### Alianza Inclusiva para el Desarrollo Nacional de la India
El primer mitin conjunto del bloque se celebró en Patna, Bihar el 3 de marzo de 2024. Al mitin acudieron, entre otros, el presidente del Congreso Nacional Indio Mallikarjun Kharge, el líder del partido Rahul Gandhi, un ministro del Partido Popular Nacional (RJD) Lalu Prasad Yadav, el exministro Tejashwi Yadav, el líder del Partido Socialista Akhilesh Yadav, y altos líderes de la izquierda Sitaram Yechury y D. Raja. Kharge atacó a Kumar por cambiar de alianzas frecuentemente y criticó el BJP por incumplir con sus promesas acerca del empleo y por pasar por alto a la población de pocos recursos del país.

#### Congreso Nacional Indio
El 28 de diciembre de 2023 la campaña del Congreso arrancó en Nagpur, Maharashtra con un enorme mitin al que se esperaba que acudieran más de un millón de personas. El mitin también marcó el 138o Día de la Fundación del Congreso Nacional Indio y se celebró a fin de vigorizar a los delegados del partido en anticipación de las elecciones generales de 2024.
El 14 de enero el partido celebró su Bharat Jodo Nyay Yatra ("Marcha para la unión y la justicia de la India"), la secuela de la marcha que tuviera lugar el año anterior. La marcha empezó en Thoubal, Manipur y terminará el 20 de marzo de 2024 en Mumbai. Cubrirá 6 713 kilómetros y atravesará 14 estados.
El partido se está viendo obstaculizado durante la campaña. Varias de sus cuentas están congeladas desde mediados de febrero por las autoridades fiscales, y ya no dispone de los fondos necesarios para hacer campaña. El líder del partido, Rahul Gandhi, ha declarado que «no podemos hacer nuestro trabajo. No podemos apoyar a nuestros activistas y candidatos. Nuestros líderes no pueden viajar por todo el país. No podemos distribuir nuestros folletos». También consideró que el silencio de instituciones como la Comisión Electoral demostraba que «no hay democracia en la India actual». Las principales figuras de la oposición también están siendo procesadas por acusaciones de corrupción o declaraciones difamatorias contra el gobierno.

#### Partido Comunista de la India (marxista)
El Partido Comunista de la India (Marxista) comenzó la campaña electoral en Kerala tras anunciar 15 candidatos en el estado.

#### Partido Popular Nacional
El Partido Popular Nacional (RJD) comenzó su campaña con su Jan Vishwas Yatra ("Marcha de la confianza del pueblo") el 20 de febrero de 2024. Tejashwi Yadav, líder del RJD, lanzó la marcha desde Muzaffarpur en Bihar el 1 de marzo con la intención de cubrir 33 distritos. El 23 de febrero en Siwan, Yadav llamó al BJP un "basurero" que acoge otros partidos que se han vuelto "basura".

### Manifiestos partidarios
Manifiesto de la Juventud
El 7 de marzo en Banswara, Rajasthan,el líder del Congreso Nacional Indio Rahul Gandhi dio a conocer el "Manifiesto de la Juventud" del Congreso, donde el partido enumeró una lista de promesas dirigidas específicamente a la juventud para atender sus quejas.
- Derecho al Empleo (Aprendizaje): Cualquier persona menor de 25 años que haya obtenido un diploma o título universitario podrá exigir empleo formal y lo conseguirán.[32]
- Se llenarán los 3 millones de vacantes en el gobierno.
- Medidas para fomentar la transparencia en el reclutamiento para los puestos en el gobierno.
- Un fondo de ₹5,000 crore (US$605 000) para las empresas emergentes bajo Yuva Roshni (Juventud Resplandeciente)
- La estandarización del procedimiento de reclutamiento para los puestos en el gobierno y el fin de la terciarización de los exámenes para tales.
- Un aprendizaje de un año valorado en ₹1 lakh (US$1 205) para menores de 25 años con diploma.
- Leyes estrictas para acabar con las filtraciones de exámenes y castigos para los responsables.
- Seguridad social para las personas que no tienen un solo trabajo fijo.
- Una garantía legal del precio mínimo para los productos de los agricultores.

Manifiesto de las Mujeres
El presidente del Congreso Mallikarjun Kharge anunció la sección del manifiesto propuesto por el partido llamada Nari Nyay Guarantee ("Garantía de justicia para las mujeres").
- ₹1 Lakh (US$1 205) en asistencia financiera cada año para mujeres de familias de escasos recursos.
- La mitad del reclutamiento para los puestos en el gobierno será dedicada a las mujeres.
- Se duplicará la contribución del gobierno central al salario de las trabajadoras en los anganwadi (centros rurales para el cuidado de los niños), entre otros.
- Profesionales jurídicos en todos los panchayat (una especie de gobierno local típico del subcontinente) que ayudarán a mujeres a navegar los marcos legales.
- Al menos un hostal se construirá para las mujeres trabajadoras en la sede de cada distrito a fin de proveerles alojamiento seguro y asequible.